# Heems
Химаншу Кумар Сури (англ. Himanshu Kumar Suri, род. 6 июля 1985, Куинс, Нью-Йорк), более известный под сценическим псевдонимом Heems — американский рэпер из Куинса в Нью-Йорке. Наиболее известен как участник альтернативной хип-хоп группы Das Racist. Сури также является основателем Greedhead Music, независимого звукозаписывающего лейбла. Сури является членом правления SEVA NY, общественной организации из Куинса. В 2012 году Сури совместно с SEVA NY выпустил свой первый сольный микстейп Nehru Jackets на своём лейбле Greedhead. В августе 2015 года Химс объявил, что Fox купил права на его историю для потенциального ситкома, и что он работает над пилотом. В настоящее время он является членом Swet Shop Boys вместе с актёром и рэпером Ризом MC и продюсером Redinho.

## Детство и юность
Сури родился и вырос в Беллероуз (Куинс, Нью-Йорк), в 2003 году окончил среднюю школу Стайвесент, где он был вице-президентом студенческого совета. 11 сентября 2001 года в двух кварталах от школы произошли теракты в башнях-близнецах ВТЦ. Затем Сури учился в Уэслианском университете, где изучал экономику. После окончания Уэслиана Сури вернулся в Нью-Йорк, где работал в финансовом секторе, пока не добился успеха с группой Das Racist.
Сури имеет пенджабско-индийское происхождение.

## Das Racist
В 2008 году Сури создал группу Das Racist вместе со своим другом по колледжу, Виктором Васкесом, известным под псевдонимом Kool A.D.. Вскоре после этого к ним присоединился школьный друг Сури, Ашок Кондаболу в качестве бэк-вокалиста. Das Racist впервые добились успеха в Интернете благодаря своей песне 2008 года «Combination Pizza Hut and Taco Bell», а затем быстро утвердились на андеграундной рэп-сцене благодаря микстейпам 2010 года Shut Up, Dude и Sit Down, Man, оба из которых получили признание критиков, включая награду Pitchfork за «Лучшую новую музыку», а также породили туры по Северной Америке, Европе и Азии.

## Сольная карьера
Ещё будучи в составе Das Racist, Сури выпустил два своих первых микстейпа — Nehru Jackets и Wild Water Kingdom. После распада Das Racist в конце 2012 года Сури переехал в Бомбей для работы над своим первым официальным альбомом.
В январе 2012 года Сури выпустил свой первый сольный микстейп Nehru Jackets на собственном лейбле Greedhead Music. Nehru Jackets был выпущен в сотрудничестве с SEVA NY. Гостями Nehru Jackets стали Despot, Дэнни Браун и Childish Gambino. Альбом получил положительные отзывы, включая оценку 8/10 от Spin.
Второй микстейп Химса, Wild Water Kingdom, вышел 14 ноября 2012 года, также на лейбле Greedhead. В его создании приняли участие Harry Fraud, Keyboard Kid, Crookers, Beautiful Lou, Le1f и Lushlife. Среди гостей Wild Water Kingdom — Childish Gambino и Lakutis.
В апреле 2014 года он участвовал в звукозаписи рекламы Vitamin Water в Японии.
Его дебютный сольный альбом Eat Pray Thug вышел 10 марта 2015 года на Greedhead/Megaforce Records. Альбом был записан в Бомбее и Бруклине и включает совместные работы с Девидом Хайнсом (он же Blood Orange), Рафиком Бхатия, Гордоном Войдвеллом, Boody B и Гарри Фрейдом. Химс назвал альбом 9/11 and Heartbreak. Первый сингл, «Sometimes», был выпущен 8 января 2015 года.

## Greedhead Music
В 2008 году в качестве управляющей и звукозаписывающей компании для Das Racist Сури основал свой собственный звукозаписывающий лейбл Greedhead Music. В 2010 году первыми релизами Greedhead стали микстейпы группы. Первый коммерческий альбом Das Racist, Relax, также стал первым коммерческим релизом на лейбле Greedhead. С тех пор Greedhead выпустил сольные микстейпы The Palm Wine Drinkard (Kool A.D.) и Nehru Jackets (Heems), а также Black Flute (Keepaway), I'm in the Forest (Lakutis), Dark York (Le1f), и Big Fucking Baby (Big Baby Gandhi).

## Активизм
Сури активно выступает в защиту южноазиатской общины в Нью-Йорке. В январе 2012 года Сури вошёл в совет директоров расположенной в Квинсе общественной организации SEVA. Сури планирует совместно с SEVA создать общественный центр со студией звукозаписи для местной молодежи. Сури активно сотрудничал с SEVA, добиваясь более справедливого определения границ районов в Квинсе. Сури публично поддержал кандидатуру Решмы Сауджани на пост общественного адвоката Нью-Йорка, сказав: «В этом году у нас, вероятно, будет самая высокая явка южноазиатских избирателей за всю историю, потому что она будет в бюллетене и она вложит в это ресурсы. Это самый квалифицированный и обеспеченный ресурсами кандидат от [южноазиатского] сообщества за всю историю».

## Искусство
Помимо музыкальной карьеры, Сури также поддерживает давние отношения с арт-сценой, особенно в Нью-Йорке. В 2010 году Das Racist выступили в рамках празднования биеннале Музея американского искусства Уитни, куратором которого был калифорнийский художник Мартин Керселс. В апреле 2013 года Сури вернулся в музей Уитни в рамках выставки «Блюз для дыма», междисциплинарной выставки, которая исследовала «широкий спектр современного искусства через призму блюза и блюзовой эстетики». Он выступил вместе с бывшим участником группы Das Racist, Ашоком Кондаболу (Dapwell), рэпером Le1f из Greedhead Music и танцевальной группой Prince Rama. В феврале 2015 года Химс курировал художественную выставку в галерее Aicon в преддверии своего нового альбома Eat Pray Thug. Выставка включала в себя широкий спектр художников из Южной Азии, а также мероприятия и выступления в течение месяца, в том числе таких артистов, как The Kominas, Риз Ахмед (Riz MC) и сам Химс.

## Фильмы
В 2012 году Сури присоединился к звёздному составу нью-йоркских музыкантов в короткометражном документальном фильме Амрита Сингха «Охота на досу», в котором он пытался найти лучшую досу (традиционный южноиндийский блин) в городе. В 2013 году Химс дебютировал в качестве актёра вместе с R&B-исполнительницей Келис в короткометражном фильме «Brazzaville Teen-Ager», автором и режиссёром которого был Майкл Сера. В 2015 году он сыграл роль второго плана в фильме Бенджамина Дикинсона «Возможности управления», премьера которого состоялась на SXSW 2015, где Химс также выступил. В 2016 году Сури снялся в фильме Тануджа Чопры «Чи и Ти», премьера которого состоялась на кинофестивале в Лос-Анджелесе.

## Твиттер
Сури также привлёк внимание к своей деятельности в Твиттере. После смерти Усамы бен Ладена Сури собирал и ретвитил расистские твиты, привлекая внимание к распространённости ксенофобии и исламофобии в американском обществе. В январе 2011 года журнал Rolling Stone назвал Сури № 11 в списке «50 лучших твиттеров в музыке».

## Дискография

### Студийные альбомы
- Eat Pray Thug[англ.] (2015)

### Микстейпы
- Nehru Jackets[англ.] (2012)
- Wild Water Kingdom[англ.] (2012)

### Гостевые выступления
- Small Black[англ.] — «Two Rivers» и «Sunday Son» с альбома Moon Killer (2011)
- Lushlife[англ.] — «Hale-Bopp Was the Bedouins» с альбома Plateau Vision[англ.] (2012)
- Мейхем Лорен[англ.] — «Special Effects» и «Juevos Rancheros» с альбома Respect the Fly Shit (2012)
- Мейхем Лорен — «Carvel» с альбома Mandatory Brunch Meetings (2012)
- Weekend Money — «Yellow» с альбома Naked City (2012)
- Hot Sugar[англ.] — «56k» с альбома Midi Murder (2012)
- Hot Sugar — «Born 2» с альбома Made Man (2013)
- Misteur Valaire[англ.] — «Life Gets Brutal» с альбома Bellevue (2013)
- Маффью Рагазино — «Jackson Pollock» с альбома Brownsville’s Jesus (2014)
- Antwon[англ.] — «KLF ELF» с альбома Heavy Hearted in Doldrums[англ.] (2014)
- Мейхем Лорен & Buckwild[англ.] — «Narcotics Anonymous» с альбома Silk Pyramids (2014)
- Vampire Weekend — «Step (Wintertime Remix)» (2014)
- Nick Catchdubs[англ.] — «Full House» с альбома Smoke Machine (2015)
- Sonnyjim — «Al Jazeera» с альбома Mud in My Malbec (2016)
- Your Old Droog[англ.] — «Bangladesh» с альбома Packs[англ.] (2017)